# 民政教區
民政教區（英語：Civil parish）是英格蘭地方最小的行政單位，共計有10449個（2015年12月31統計），地方政府代表為教區議會 ，在蘇格蘭和威爾斯有相當的「社區委員會」，但是沒有類似的職權。民政教區的歷史可以追溯回古老的教區系統，掌管了英格蘭和威爾斯幾個世紀的世俗與宗教。十九世紀時，民政與宗教教區正式分為兩類，現已完全分離。在大倫敦的倫敦自治市並沒有設立民政教區與相關理事會代表。
民政教區的規模差異很大，有許多是人口不及100人的小村莊，而一些較大的教區，人口規模可達數萬人，譬如︰位於薩默塞特郡境內的滨海韋斯頓，其人口就達到71,758人，是英國最大的民政教區。也有些民政教區是由若干小村莊構成的類似情況。2023年九月的統計數據顯示，英格蘭有10,464個教區。在2020年，它們覆蓋了英格蘭約40%的人口。因一些歷史原因，民政教區主要覆蓋郊區和小型城鎮，多數大型城鎮不在覆蓋範圍內。1997年起，民政教區可以根據當地居民需求進行建立。
民政教區也可以獲得城市地位，但其前提為必須是皇家所授予的，目前英格蘭有7個民政教區擁有城市地位：奇切斯特、伊利、赫里福德、利奇菲爾德、里彭、特魯羅和韋爾斯。
2008年之前倫敦自治市內不允許存在民政教區。該規定修改後，2014年4月1日女王公園成為大倫敦的第一個民政教區。